# Dassault Falcon Service
Dassault Falcon Service, est une filiale de Dassault Aviation, est la plus grande station-service au monde dédiée aux avions Falcon pour les opérations de maintenance et également pour la location de Falcon dans le cadre d'une activité de transport public de passagers. 
Près de 2000 Falcon sont exploités dans le monde et la flotte a dépassé les 15 millions d'heures de vol. La gamme Falcon occupe en 2012 la position de no 3 mondial avec une part de marché de 29 % face au Canadien Bombardier et à l'Américain Gulfstream Aerospace (filiale de General Dynamics). 77 avions neufs ont été livrés en 2013 (contre 66 en 2012).
Dassault Falcon Service fait partie du réseau Dassault Aircraft Services (DAS) qui regroupe les 5 centres de maintenance Falcon avec Little Rock, Wilmington, Reno (États-Unis) et Sao Paulo (Brésil) et 29 stations-services agréées.
L'entreprise est implantée sur l’Aéroport de Paris-Le Bourget, France, ainsi qu'à Luton au Royaume-Uni.

## Histoire
- 1967 : Création d'Europe Falcon Service (EFS)
- 1975 : Création du centre d'instructions Falcon à Villacoublay, déplacé au Bourget  1988
- 1983 : EFS devient une compagnie aérienne / Obtention du CTA
- 1991 : EFS devient Dassault Falcon Service (DFS)
- 1998 : DFS devient filiale à 100 % de Dassault Aviation
- 2001 : DFS est certifié ISO 9001
- 2012 : Extension de DFS avec la mise en service d'un 7e hangar

## Activités
Les activités de Dassault Falcon Service s’organisent autour des services de station-service et de compagnie aérienne.

### Station-service
- un centre de maintenance avec 17 200 m² de hangar et 350 avions venus en maintenance programmée en 2013
- un service de dépannage avec 2 565 interventions en Piste en 2013
- un suivi de navigabilité (CAMO)
- un centre de formation.

### Compagnie aérienne
L'entreprise effectue des vols d’affaires à la demande dans le monde entier au départ de l'aéroport de Paris Le Bourget avec une flotte de 8 Falcon (Falcon 50EX, Falcon 900B et 900EX EASy, Falcon 7X) opérés en régime commercial (charter) ou non commercial (privé). Certains avions sont basés en Afrique et aux Etats-Unis.
En 2010, l’European Business Aviation Association (EBAA) a décerné à Dassault Falcon Service le Platinum SafetyAward, qui récompense les compagnies ayant exploité des avions d’affaires depuis 50 ans ou qui ont totalisé 100 000 heures de vol sans accident.